# Non c'è pace tra gli ulivi
Non c'è pace tra gli ulivi is een Italiaanse film van Giuseppe De Santis die werd uitgebracht in 1950.
Dit neorealistisch drama betekende het debuut van Lucia Bosè. Bosè had moeten debuteren in De Santis' vorige film Riso Amaro (1949) maar haar familie was ertegen gekant. Silvana Mangano kreeg toen de rol maar die zag zich nu verplicht op haar beurt de vrouwelijke hoofdrol in Non c'è pace tra gli ulivi af te staan aan Bosè omdat ze zwanger was.

## Verhaal
Nadat hij drie jaar soldaat is geweest en na nog eens drie jaar krijgsgevangenschap keert de kleine boer Francesco Dominici terug naar zijn geboortedorp. Hij stelt vast dat zijn bescheiden kudde van twintig schapen is gestolen door buurman Agostino Bonfiglio, een machtige boer die zich tijdens de Tweede Wereldoorlog heeft verrijkt. Bovendien is Bonfiglio vast van plan te trouwen met Francesco's jeugdvriendin Lucia die verliefd is gebleven op haar verloofde.
Francesco neemt het recht in eigen handen en recupereert zijn schapen met de hulp van zijn zus Maria Grazia. Daarop verkracht Bonfiglio Maria Grazia en dient hij op basis van valse getuigenissen klacht in tegen Francesco.

## Rolverdeling
| Acteur               | Personage                                   |
| -------------------- | ------------------------------------------- |
| Raf Vallone          | Francesco Dominici                          |
| Lucia Bosè           | Lucia Silvestri                             |
| Folco Lulli          | Agostino Bonfiglio                          |
| Maria Grazia Francia | Maria Grazia Dominici, de zus van Francesco |
| Dante Maggio         | Salvatore Capuano                           |
| Michele Riccardini   | de maarschalk                               |
| Vincenzo Talarico    | de advocaat                                 |
| Pietro Tordi         | Don Gaetano                                 |